# هيكتور ألتاميرانو
هيكتور ألتاميرانو إيسكوديرو (بالإسبانية: Héctor Altamirano) (مواليد 17 مارس 1977 في ماتياس روميرو) لاعب كرة قدم مكسيكي دولي يجيد اللعب في خط الدفاع . يلعب حاليا لصالح نادي كويريتارو المكسيكي من سنة 2010 .

## مسيرته الكروية
لعب هيكتور ألتاميرانو خلال مسيرته الاحترافية مع 8 أندية في خمسة عشر موسمًا وسجل خلالها 48 هدفًا ضمن 343 مباراة. ولم يفز بأي موسم بالكأس وفاز في موسمين بالدوري.
خاض هيكتور ألتاميرانو مسيرته مع نادي كروز آزول في موسم 1997–98 لمدة موسم واحد، مشاركًا في 6 مباريات سجل خلالها هدفًا واحدًا. ثم انتقل إلى نادي سانتوس لاغونا في موسم 1998–99 ليلعب معه سبعة مواسم، حيث شارك في 201 مباراة سجل خلالها 33 هدفًا. لينتقل بعدها إلى نادي سان لويس في موسم 2005–06 لمدة موسم واحد، مشاركًا في 29 مباراة سجل خلالها هدفين. ثم انتقل إلى نادي موريليا الرياضي في موسم 2006–07 لمدة موسم واحد، مشاركًا في 20 مباراة سجل خلالها هدفًا واحدًا. هذا وانتقل لاحقًا إلى نادي تيكوس في موسم 2007–08 لمدة موسم واحد، مشاركًا في 15 مباراة سجل خلالها هدفًا واحدًا أيضًا. ثم انتقل بعدها إلى نادي كوريكامينوس ‏ في موسم 2008–09 لمدة موسم واحد، مشاركًا في 26 مباراة سجل خلالها 5 أهداف. ليعود وينتقل من جديد، لكن هذه المرة إلى نادي كيريتارو في موسم 2009–10 ولمدة موسمين، مشاركًا في 39 مباراة سجل خلالها 4 أهداف.

## روابط خارجية
- هيكتور ألتاميرانو على موقع الاتحاد الدولي (مؤرشف)  (الإنجليزية)
- هيكتور ألتاميرانو على موقع قاعدة بيانات كرة القدم.إي يو (الإنجليزية)
- هيكتور ألتاميرانو على موقع ناشيونال فوتبول تيمز (الإنجليزية)
- هيكتور ألتاميرانو على موقع Soccerway.com (الإنجليزية)